# Дуб черешчатий (Полтава, Європейська)
Дуб черешчатий — ботанічна пам'ятка природи місцевого значення в Україні. Розташована в Полтаві по вулиці Європейській 9-А, на території дитячо-юнацької спортивної школи № 3 з плавання.
Площа — 0,01 га. Статус надано згідно з рішенням Полтавського облвиконкому № 555 від 24.12.1970 для збереження одинокого вікового дерева дуба звичайного віком біля 120 років. Перебуває у віданні Управління житловокомунального господарства Полтавського міськвиконкому.

## Галерея

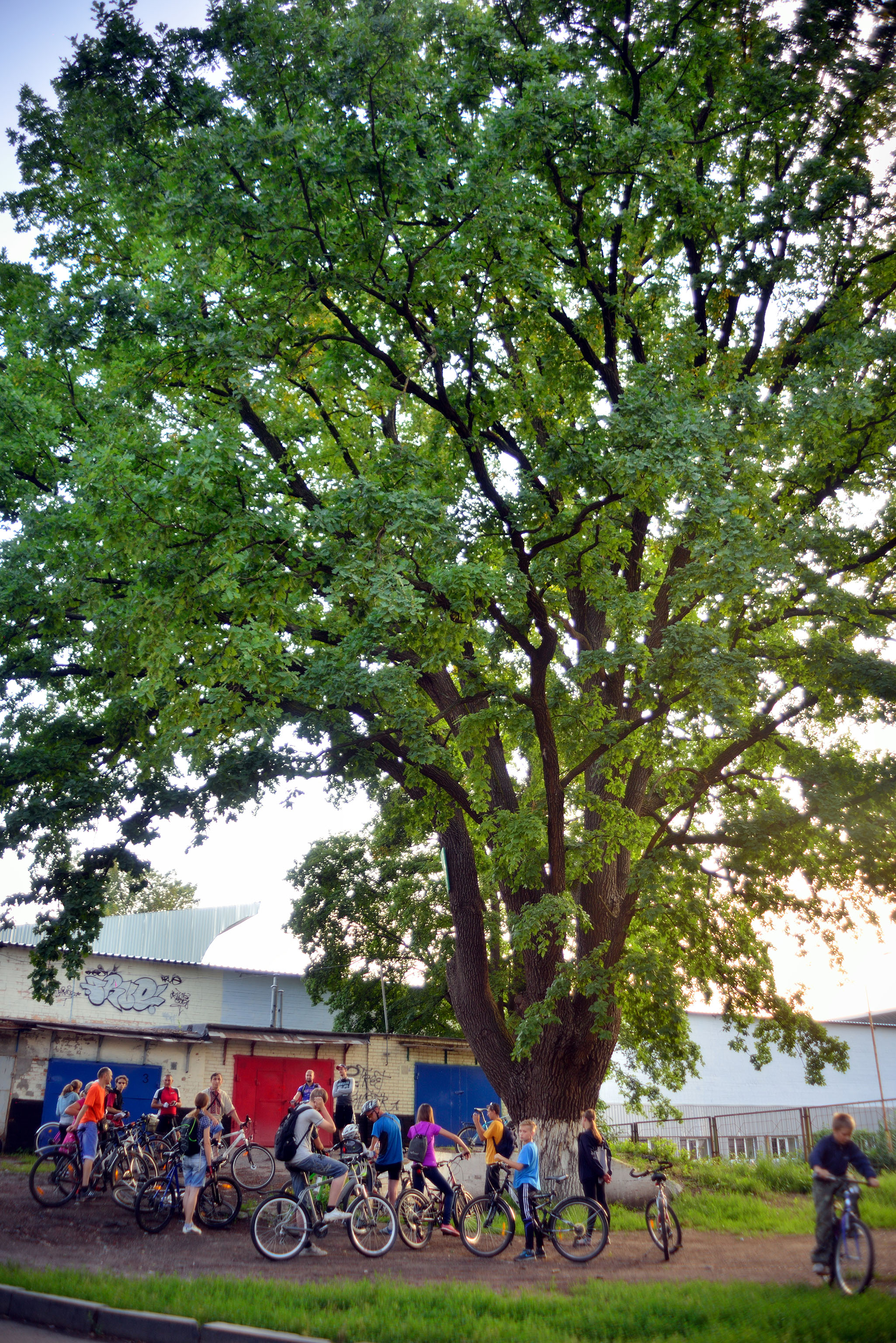
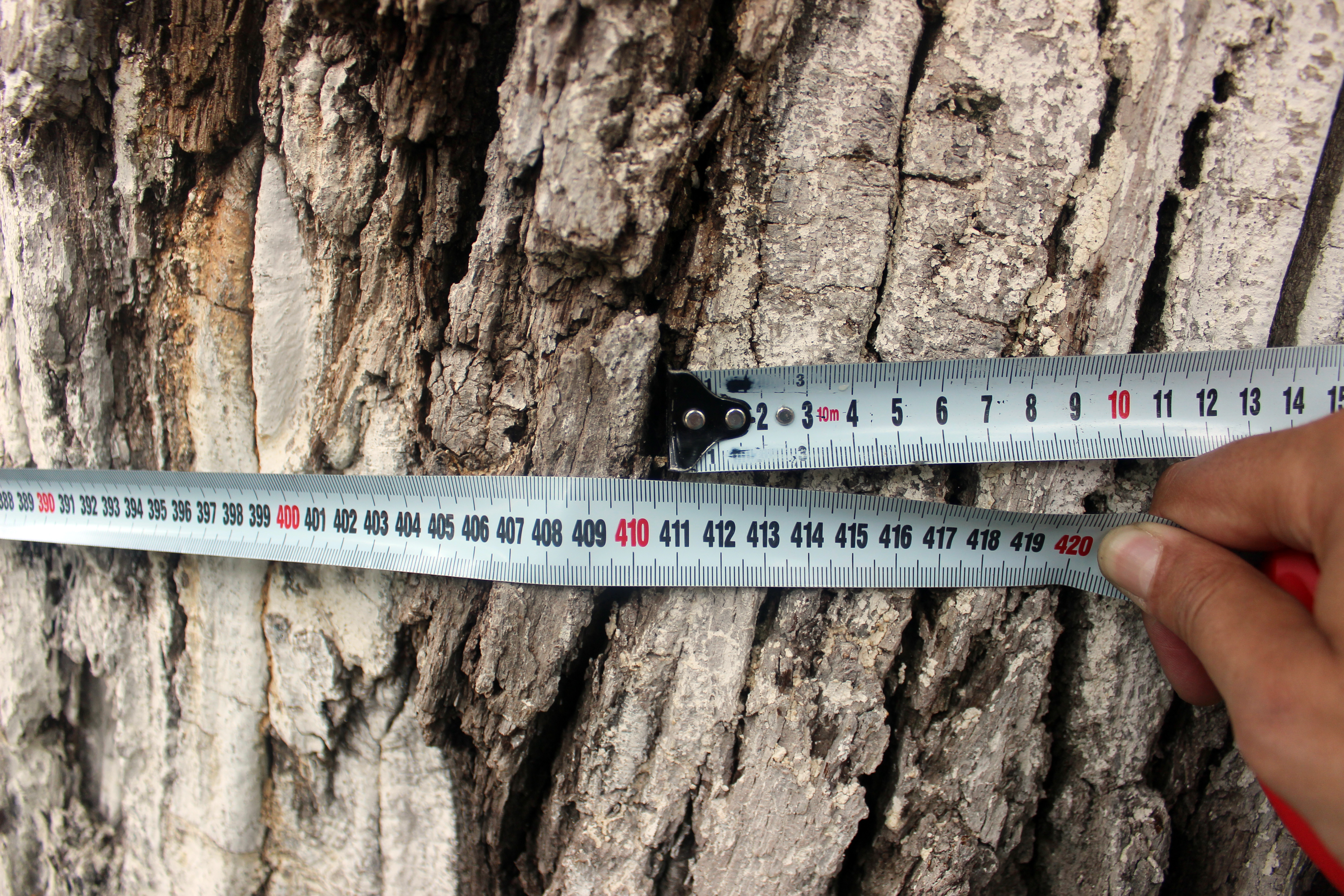
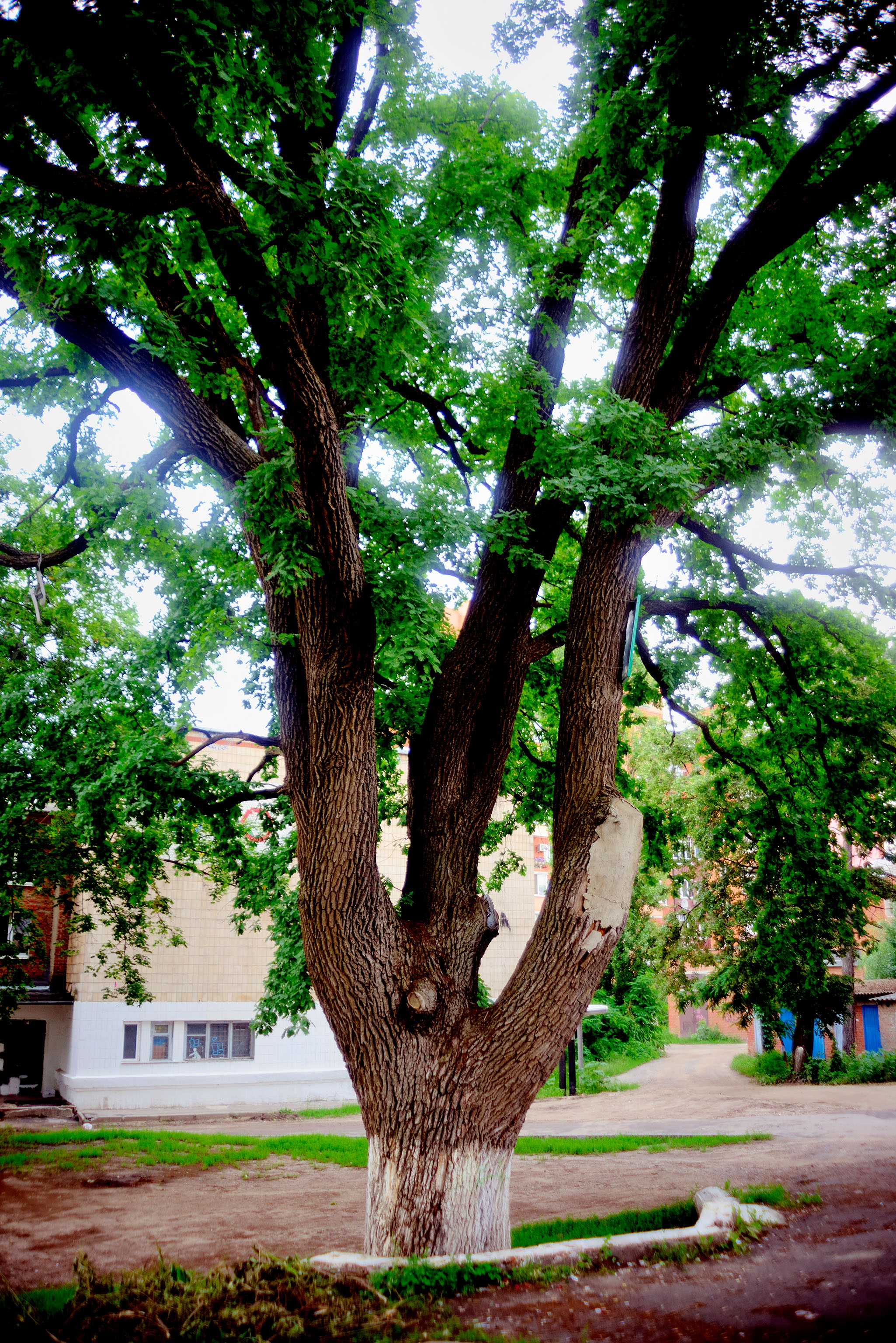